# Les Nuits fauves
Pour plus de détails, voir Fiche technique et Distribution.
Les Nuits fauves est un film autobiographique franco-italien réalisé par Cyril Collard, sorti en 1992.
Le film, qui se déroule en 1986 à Paris, met en scène le trentenaire Jean, atteint du sida, à la sexualité débridée et consommant de la cocaïne. Bien qu'il suive un traitement contre la maladie, il a de nombreux partenaires sexuels, dont l'adolescente Laura. Lorsqu'il entame des relations avec ses partenaires, et notamment Laura, il ne les informe pas forcément de sa séropositivité.

## Synopsis
1986 en France. Jean a 30 ans, il est chef opérateur, reconnu, doué, curieux de tout, mais séropositif à la sexualité débridée et consommant de la cocaïne. Il suit les traitements pour sa maladie, veut vivre et refuse la mort. Parmi ses futurs partenaires, il y a Samy, hétérosexuel, en couple, qui devient son amant, dont il n'accepte pas la dérive vers l'extrême droite fasciste. Par ailleurs, au cours d'un casting pour une publicité, il rencontre Laura, 17 ans, jeune, belle, vivante, mais exclusive. Une passion naît entre eux. 
Avec le temps, Jean évolue dans sa sexualité. Tout d'abord dans l'égocentrisme, il n'avoue pas qu'il est séropositif avec ses partenaires, notamment lors d'une tentative de préliminaires avec Samy, qui commence à faire l'amour avec une femme abordée dans la rue, mais celui-ci se montre d'abord désintéressé par les avances de Jean. Jean n'avoue pas non plus sa séropositivité lors de son premier rapport sexuel sans préservatif avec Laura, mais l'avouera à son collègue René, pensant qu'avec son amour pour Laura, il ne pourra rien lui arriver, mais René réfute cette explication et l'incite à lui avouer, ce que Jean fera plus tard. Néanmoins, Laura décide de refuser le préservatif lors d'un autre rapport sexuel, par amour pour Jean, se mettant ainsi en danger de contamination. Plus tard, c'est Samy qui refuse également le préservatif, mais cette fois Jean refuse d'avoir des rapports sexuels sans préservatif.
La bisexualité de Jean et le fait qu'il entretient d'autres liaisons bouleverse Laura, situation qu'elle supporte de moins en moins. Lors d'une dernière altercation, Laura doit être hospitalisée. Jean en profite pour demander au médecin de faire un test VIH à Laura, en lui demandant de ne rien lui dire, car lors de cette dispute, elle a dit qu'elle était séropositive par sa faute. Le test s'avérera être négatif. Après sa sortie de l'hôpital, Laura décide de mettre un terme à la liaison avec Jean et rencontre un autre homme. Lors d'une visite de Jean au bord de la mer où se trouve Laura, bien qu'il lui dit qu'il a changé, Laura refuse de se remettre avec lui, qu'elle était prête à tout pour lui auparavant, mais plus maintenant, car elle entame une autre étape dans sa vie avec cet autre homme plus stable, et que sa maladie est de toute façon un obstacle pour avoir un enfant avec lui. Quand Jean demande à Laura pourquoi elle a menti quand elle a dit qu'elle était séropositive à cause de lui, elle répond qu'elle pensait qu'elle était vraiment contaminée, car elle voulait tout partager avec lui. Jean décide malgré tout d'aller de l'avant et de mieux profiter de la vie.

## Fiche technique
- Titre : Les Nuits fauves
- Réalisation : Cyril Collard
  - Assistant réalisateur : Jean-Jacques Jauffret
- Scénario : Cyril Collard et Jacques Fieschi, d'après le roman autobiographique éponyme de Cyril Collard
- Musique : René-Marc Bini et Cyril Collard
- Musique : René-Marc Bini, Cyril Collard et Noir Désir (Si rien ne bouge)...
- Photographie : Manuel Teran
- Opérateur steadicam : Marc Koninckx
- Montage : Lise Beaulieu
- Décors : Jacky Macchi
- Costumes : Régine Arniaud
- Production : Nella Banfi, Alessandro Verdecchi et Jean-Frédéric Samie
- Pays de production :  France  -  Italie
- Format : couleurs - 1,66:1 - Dolby - 35 mm
- Genre : drame
- Durée : 126 minutes
- Date de sortie :
  - France : 21 octobre 1992
- Classification :
  - France : interdit aux moins de 12 ans lors de sa sortie en salles

## Distribution
- Cyril Collard : Jean
- Romane Bohringer : Laura
- Carlos López : Samy
- Corine Blue : la mère de Laura
- Claude Winter : la mère de Jean
- René-Marc Bini : Marc
- Maria Schneider : Noria
- Clémentine Célarié : Marianne
- Laura Favali : Karine
- Denis D'Arcangelo : le chanteur réaliste
- Jean-Christophe Bouvet : Serge
- Jean-Jacques Jauffret : Pierre Olivier
- Michel Voletti : Monsieur André
- Aïssa Djabri : Kader
- Francisco Giménez : Paco
- Marine Delterme : Sylvie
- Yannick Tolila : l'infirmière
- Régine Arniaud : Véro
- Nella Banfi : la patronne du magasin
- Olivier Pajot : Lempereur
- Samir Guesmi : Jamel
- Christophe Chantre

## Production

### Préproduction
À l'origine du film il y a l'autobiographie de Cyril Collard, romancier, musicien, cinéaste, bisexuel et atteint du sida, qui puise dans ses dernières forces pour cette adaptation à l'écran. L'auteur s'est expliqué sur le titre Les Nuits fauves : « Il suggère l'opposition entre l'obscur, les ombres de la mort et la lumière solaire, éclatante… C'est aussi une référence au fauvisme en peinture, dont on retrouve dans le film les couleurs primaires vives. »
Le projet du film fait peur, si bien que le rôle de Jean est d'abord refusé par Patrick Bruel, Jean-Hugues Anglade et Hippolyte Girardot, et que Cyril Collard doit lui-même l'endosser. Les producteurs refusent de financer, c'est Claude Davy, prince des attachés de presse parisiens et mentor de Cyril Collard, qui l'aide à monter le film.
Le long métrage est dédié au réalisateur Lino Brocka et à l'acteur Thierry Ravel, morts accidentellement en 1991.

### Tournage
Le tournage s'est déroulé à Paris et à Houlgate (scène de plage vers la fin du film), ainsi qu'au Maroc et au Portugal (Lisbonne et Sesimbra).

## Accueil

### Témoignages
Romane Bohringer pendant la période de la sortie du film :

« Quand j'ai lu le scénario de Cyril, j'ai d'abord eu peur. Mais simultanément, j'ai été envoûtée, amoureuse de cette histoire. Les nuits fauves, c'est représentatif de ma génération, les jeunes de 16-20 ans, avec leurs interrogations sur  le fascisme renaissant, la guerre, le sida. Peut-être que pour les adultes, c'est différent, mais pour nous, l'avenir est si noir... Une petite nana de mon âge a du mal à trouver sa place : on veut de l'absolu, du beau et on ne nous offre que de l'absurde . »

Nella Banfi, productrice de films, qui a collaboré notamment avec Nanni Moretti, a d'abord refusé trois fois de s'
intéresser à produire ce film. La première fois, une productrice parisienne lui a demandé de coproduire le film en lui montrant le roman, et Nella Banfi lui a répondu après avoir lu quelques pages, qu'elle le trouvait sinistre. La deuxième fois, alors que le film a obtenu une avance sur recette, Simone Michael, l'agente de Patrick Bruel, qui était prédestiné pour le rôle avant qu'il ne le refuse, lui a dit que c'est un film pour elle, ce qu'elle a contesté en disant que ce n'est pas son milieu, qu'elle n'est pas homophobe, mais qu'elle est italienne, qu'elle aime les hommes en Jaguar habillé en costume Armani, que cela n'a rien à voir avec cela et qu'elle ne comprend rien à ce truc. La troisième fois, Claude Davy, l'attaché de presse du film Le Porteur de serviette, qu'elle a produit, lui demande de rencontrer Cyril Collard, ce qu'elle finit par accepter car elle ne peut rien refuser à Claude, mais aborde cet entretien avec un a priori négatif. Nella Banfi confie également que pendant le tournage Cyril Collard a été hospitalisé trois fois, et qu'elle n'a pas fait fonctionner les assurances car elle ne voulait pas qu'à l'extérieur on puisse penser qu'il n'allait pas bien, que cela devait rester secret.

### Box-office
Le film réalise 2 811 124 entrées lors de son exploitation en 1992 et 1993.
Lors de sa sortie en salle le 21 octobre 1992 en France, ce film remporte un succès populaire, notamment auprès des jeunes. Il montre aux spectateurs la réalité de la maladie et invite à la discussion sur le sida et les difficultés de l'utilisation des moyens de prévention. Le 21 octobre, Cyril Collard et Romane Bohringer participent à l'émission Le Cercle de minuit et le 28 octobre, La Marche du siècle. 
En Suisse, le film sort la troisième semaine de novembre 1992, et il est interdit aux moins de 18 ans. Le 26 octobre, Les nuits fauves n'avait pas encore trouvé de distributeur. Des opinions sont recueillies auprès du public à la sortie des salles de cinéma par le journal 24 heures, sur cette interdiction aux mineurs, et les opinions sont majoritairement négatives, considérant que ce film s'adresse aussi aux mineurs. L'un ne comprenant pas, en évoquant la bande dessinée Jo de Derib, qui traitait aussi du Sida et qui avait été distribué auprès des écoliers une année auparavant. Le film C'est arrivé près de chez vous, sorti à la même période, subit aussi le même traitement auprès des mineurs,.

## Distinctions
- Prix de l'aide à la création de la Fondation Gan pour le cinéma en 1991[réf. nécessaire]
- Festival international du jeune cinéma de Turin 1992 : Prix du public[réf. nécessaire]
- César 1993 :
  - Meilleur film
  - Meilleure première œuvre
  - Meilleur espoir féminin pour Romane Bohringer
  - Meilleur montage pour Lise Beaulieu

Cyril Collard est également proposé pour les César du meilleur réalisateur et du meilleur scénario. René-Marc Bini est nommé pour celui de la meilleure musique.
C'est le premier long métrage à cumuler le César du meilleur film et du meilleur premier film. Le cinéaste est décédé des suites du sida trois jours avant la cérémonie mais après la clôture des votes, le 28 février. C'est le seul vainqueur posthume du meilleur film. C'est sa productrice Nella Banfi et son attaché de presse Claude Davy qui viendront chercher ses prix. La cérémonie lui fut dédiée et son décès avait ému l'assistance,. Selon le critique Jean-Michel Frodon, la dramatisation propre à cette cérémonie télévisuelle et sa proximité avec le décès « engendre une tempête émotionnelle complaisamment relayée par les médias, pour devenir non plus un événement cinématographique, mais un « fait de société » ».
Les Nuits Fauves inspirent un autre film primordial pour la représentation de la séropositivité au cinéma au pic de l'épidémie, Philadelphia, sorti en 1993. En effet, les réalisateurs cherchent à acquérir les droits du film à la mort du réalisateur, ce que Nella Banfi refuse par respect et déclare : « j’ai bien fait parce que ça a donné Philadelphia ».

### Contextualisation
L'action du film se situe en 1986, en France. 
Le 27 mars 1982, la maladie est évoquée pour la première fois en France à la télévision au téléjournal d'Antenne 2. À l'époque, on ne parle pas encore de sida, mais d'un virus inconnu. La journaliste Christine Ockrent, le nomme sarcome de Kaposi, qui sévit aux États-Unis et indique : « Une particularité, elle n'atteint que les homosexuels mâles, surtout ceux qui utilisent des excitants chimiques. C'est aux États-Unis et surtout à New-York, où la communauté homosexuelle est importante, que le mal se propage ». Dans le reportage, le journaliste qui commente parle notamment de la multiplicité des contacts dans la communauté gay qui favoriserait la transmission de virus. Quelques mois plus tard, la maladie est renommée AIDS (Acquired Immunodeficiency Syndrome), en français SIDA (Syndrome d’immunodéficience acquise), et le virus est isolé par les virologues de l'Institut Pasteur le 20 mai 1983. En 1985, les femmes représentent 12 % environ des cas du Sida notifiés en France, dix ans plus tard, ce pourcentage atteint presque les 20 %. 
Le 21 juin 1985, la France autorise la commercialisation du premier test de dépistage et en 1986 est mis au point le premier médicament, la zidovudine (AZT), un antirétroviral qui ralentit la progression du virus mais ne l'élimine pas. Le 20 mars 1987, le premier traitement antirétroviral AZT est autorisé aux Etats-Unis. Il est coûteux et ses effets secondaires importants. La même année, le virus est officiellement appelé virus de l'immuno-déficience humaine (VIH),. 
Le réseau de surveillance du sida mis en place depuis 1982 par la Direction générale de la Santé (DGS) recense 859 cas au 30 juin 86. Pour le 2ème trimestre 86,13 nouveaux cas par semaine ont été rapportés contre 6 à 7 pour la même période en 85. Ce sont les hommes qui sont le plus touchés (89% contre 11%) et la classe d'âge 20-29 ans et 30-39 ans. Toutefois on note 9 cas de nouveau-nés (0-11 mois) et 12 de jeunes enfants (1-9 ans). Les homosexuels (70,5% ) et toxicomanes (3,5%) sont considérés comme groupes à risques. Le 19 novembre 1986, le gouvernement adopte un projet de loi autorisant la publicité sur les préservatifs. Une campagne publicitaire pour la prévention du SIDA est diffusée dans le journal d'Antenne 2 le soir même, mais elle met en scène principalement des femmes qui proposent aux hommes le préservatif, car considéré comme plus efficace pour l'acceptation selon une expérience menée en Suède. 
Si la publicité était interdite jusqu'alors en France, c'est que le préservatif était assimilé comme une propagande antinataliste. La première campagne nationale date d'avril 1987, et affichait le slogan suivant : « Le sida ne passera pas par moi »,.

## Potentielle contamination lors des rapports sexuels non protégés et communication avec les partenaires
Le film et le livre auparavant, suscitent des interrogations au sujet du comportement de Jean vis-à-vis de ses partenaires, en ne leur communiquant pas dans un premier temps qu'il est séropositif et de ses rapports sexuels non protégés avec un préservatif. 
Le 18 octobre 1992, dans l'émission Bouillon de culture, Bernard Pivot aborde avec Cyril Collard, sur le silence de Jean, qui ne dit pas à Laura, la première fois qu'ils ont des rapports sexuels, qu'il est séropositif, et qu'il ne prend aucune précaution par rapport à Laura, et Cyril Collard déclare : « Ce n'est évidement pas l'attitude civique que j'ai, je ne dis pas, faites l'amour sans préservatif. Par contre, j'ai situé ce film en 1986 pour cette raison. La conscience de cette maladie n'était pas vraiment rentrée profondément dans les gens, et ce personnage de Jean a une incapacité à reconnaître que cela fait partie de lui. Il y a une espèce de panique, il y a aussi une non reconnaissance de Laura en face de lui ». Le 7 octobre 1989, dans l'émission Lunettes noires pour nuits blanches, Thierry Ardisson discute du livre de Cyril Collard, avant que le film se fasse, sur la sexualité débridée de Jean. Ardisson aborde le sujet au cours de l'entretien et le dialogue s'ensuit : Ardisson : « il y a une fille au milieu de tout cela ». Cyril : « c'est une fille qui a 17 ans et elle est complètement romantique, elle n'est pas dans cet univers, dans l'accélération, de la multiplication. C'est quelque chose qui est important dans le livre, c'est la confusion, que ce soit le narrateur, Sami, Jamel, se sont des gens divisés, un peu coupés en morceau, qui ont une confusion à la fois affective et idéologique ». Ardisson : « tu expliques leurs mentalités, c'est des petits bouts d'idéologie les uns collé aux autres ». Cyril : « elle au contraire, elle est amoureuse de ce mec, et elle ne veut que lui, et elle accepte le risque de la contamination ». Ardisson : « elle n'accepte pas vraiment, car au départ, la première fois, le personnage ne le lui dit pas, c'est une forme d'assassinat en quelque sorte, non, de faire l'amour avec quelqu'un quand on est séropositif sans le lui dire ». Cyril : « il se trouve que dans le livre, je crois que c'est clairement dit, que cela se termine bien, car la fille n'est pas séropositive ». Ardisson : « mais cela aurait pu mal se terminer ». Cyril : « cela aurait pu mal se terminer. Mais pourquoi il ne lui dit pas, mais parce que dans cette accélération, sa vie est complètement morcelée, tout d'un coup, il a l'impression qu'avec cette fille, c'est une histoire d'amour, il y croit, et il n'ose pas le lui dire tout simplement ». 

### Aspect juridique dans différents États au cours des années 90
En Suisse, le magazine L'Hebdo consacre un dossier le 23 décembre 1992 avec pour titre : Transmettre sciemment le Sida :  Un crime ? avec une photo du film représentant Jean et Laura. Dans l'article est mentionné le cadre légal en Suisse par ces termes : « le Code pénal suisse prévoit le délit de contamination volontaire : son article 231 réprime "celui qui, intentionnellement, aura propagé une maladie de l'homme dangereuse et transmissible". Cet article a été invoqué dans un jugement tombé à Lausanne le 6 avril 1989, jugement qui fait jurisprudence puisqu'il a été confirmé - et aggravé - par la cour de cassation du Tribunal cantonal vaudois puis par le Tribunal fédéral. Un homme avait été reconnu coupable de propagation intentionnelle d'une maladie de l'homme, le sida en l'occurrence, et de lésion corporelles graves, et avait été condamné à quatre ans d'emprisonnement ». Un autre cas est présenté, un dénommé Kurt, dans le canton d'Argovie, qui se trouve devant le tribunal pour avoir infecté au moins trois femmes au cours de neuf années d'activité sexuelle, délibérément non protégé. En 1984 déjà, sa première amie et la fille qu'ils ont eue ensemble sont mortes du sida qu'il leur avait transmis, et en 1991, une autre de ses amies est également morte du sida. C'est la mère de cette dernière qui a déposé plainte. L'article mentionne d'autres cas dans d'autres pays. En 1992, en Angleterre, à Birmingham, Roy Cornes, 24 ans, hémophile séropositif, qui a contaminé au minimum quatre femmes, mais n'a pas été condamné. Le Secrétaire d'État à l'Intérieur Kenneth Clarke ayant fait savoir aux Communes qu'il renonçait à proposer une nouvelle norme pénale relative à la transmission volontaire du virus HIV. Au États-Unis, en Louisiane, Salvatore Gambarella, 28 ans, a été reconnu coupable de violation d'une loi de l'État de Louisiane, en exposant sa précédente amie et leur enfant au virus du sida. L'American Civil Liberties Union a contesté le jugement, déclarant que c'était anticonstitutionnel. 